# Barrage de Tuilières
Le barrage de Tuilières (parfois écrit Tuilière) est situé en France, sur la Dordogne, entre les communes de Saint-Capraise-de-Lalinde et de Saint-Agne dans le département de la Dordogne, en région Nouvelle-Aquitaine.

## Géographie
Le barrage de Tuilières retient les eaux de la Dordogne et a été implanté dans une zone de forte déclivité et de rapides, contournée par le canal de Lalinde, construit en 1844 pour améliorer  le trafic des gabares. Exploité par EDF, il est placé sous le contrôle de la DREAL Aquitaine.
Son nom provient du village de Tuilières (sur la commune de Mouleydier) dont il est très proche.

## Historique de 1905 à 2005
Construit en béton de juin 1905 à décembre 1908 par l'ingénieur Albert Claveille, il a une longueur de cent cinq mètres et abrite une centrale hydroélectrique. Sa mise en service en 1909 permit à l'époque d'alimenter en électricité non seulement Bergerac et Périgueux, mais également Bordeaux et Angoulême.
En février 1944, la production d'électricité est réduite à néant, paralysant la poudrerie de Bergerac qui travaillait pour les Allemands, après l'explosion des groupes hydrauliques provoquée par les maquisards.

### Technique

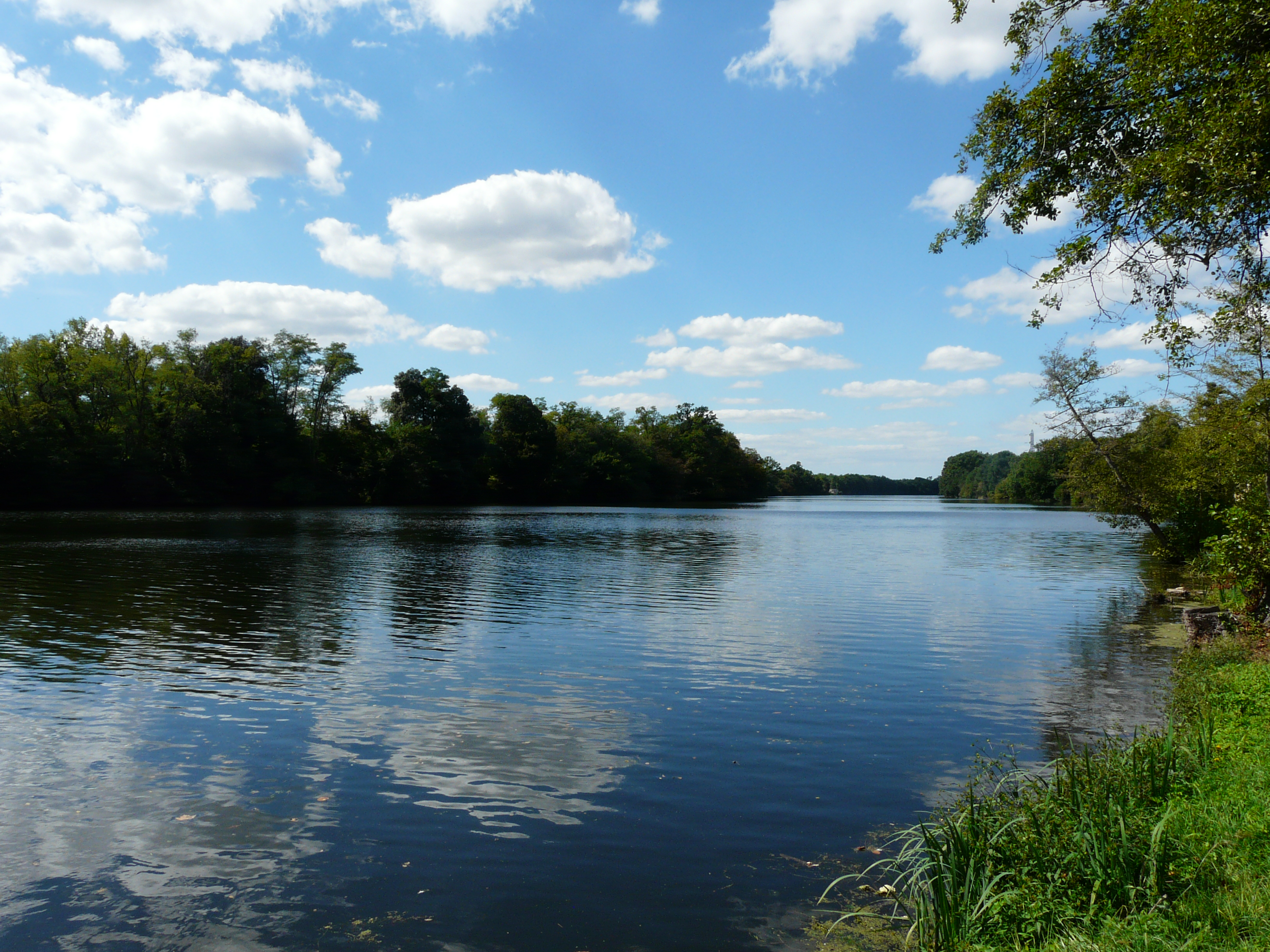
La retenue du barrage de Tuilières, deux kilomètres en amont.

Afin de faire face au débit très variable de la Dordogne, la solution retenue pour ce barrage au fil de l'eau fut celle d'un barrage mobile composé de huit vannes métalliques pouvant être levées à 17,76 m de haut, soit à un niveau supérieur à celui des plus fortes eaux connues (15 m de haut en 1783). Chaque vanne est commandée individuellement grâce à deux contrepoids de 80 tonnes chacun accrochés à 30 m de haut lorsque la vanne, barrant le fleuve, est en position abaissée.
La production d'électricité actuelle est assurée par huit turbines Kaplan d'une puissance totale installée de 32 MW fournissant une production annuelle de 148 GWh.
En complément de la production hydroélectrique, l'installation a été pourvue dès sa construction d'une centrale thermique au charbon, composée de deux turbines permettant un relais en période d'étiage ou de grandes eaux. Celle-ci a fonctionné jusque dans les années 1950 avant d'être démontée.

### Écologie
Afin de faciliter la circulation des poissons, une échelle à poissons fut installée dès l'origine mais, mal conçue, elle ne leur permettait pas de franchir le barrage. Elle fut modifiée en 1910 sans pour autant donner satisfaction. Pour la montaison, un ascenseur à poissons fut installé en 1989 ainsi qu'une nouvelle échelle à poissons en 1997. Cependant, la dévalaison n'était pas assurée.

## L'accident du 29 janvier 2006

### L'accident
Vers 3 heures du matin, le 29 janvier 2006, la chute des deux contrepoids de l'une des huit vannes a entraîné la destruction de celle-ci et la vidange de la retenue du barrage. Cinq millions de mètres cubes d'eau se sont ainsi libérés en quelques heures, produisant en aval une importante augmentation du débit du fleuve (passant de 140 m3/s à 480 m3/s) et une lame d'eau supplémentaire d'environ 1,50 m de haut à Mouleydier, deux kilomètres en aval, et de 90 cm à Bergerac, situé à 13 kilomètres du barrage. Les dégâts furent cependant limités, le débit naturel de la Dordogne étant, à cette époque, relativement bas.
Les jours suivants, quatre autres vannes furent laissées ouvertes de façon à laisser un libre écoulement de l'eau et à favoriser la circulation des poissons.
En amont, la Dordogne a retrouvé son profil du XIXe siècle, révélant à nouveau les zones de rapides. L'écosystème de type lacustre a été perturbé. À proximité du barrage, les rives se retrouvent désormais perchées 10 mètres au-dessus du lit du fleuve, découvrant des rejets hydriques (fuites du tout proche canal de Lalinde) et d'effluents, en provenance de particuliers comme d'installations industrielles.
Sur l'emprise de l'ancienne retenue, la pêche et la navigation ont été interdites par la préfecture.

### Le nouvel aménagement
Le barrage a été réhabilité en prévoyant une meilleure stabilité face aux séismes et en prenant en compte la possibilité de crues millennales, ce qui a conduit à le rehausser de quatre mètres. Le système des contrepoids a été supprimé et toutes les parties à composante métallique ont été renouvelées par la société Joseph Paris de Nantes.
La dévalaison des poissons migrateurs a enfin été abordée par la mise en place pour les smolts d'un masque (obstacle qui les détournera des turbines) qui les guidera vers des passes et la programmation d'arrêts ponctuels des turbines pour permettre le passage des anguilles, en période de pointe de migration de celles-ci,.
L'ensemble des restructurations du barrage et de l'usine a coûté trente-cinq millions d'euros dont cinq pour les seuls aménagements liés aux poissons.
La remise en eau a commencé le 20 janvier 2009 et le redémarrage de la production électrique a été programmé du 18 au 29 mai 2009.

## Galerie

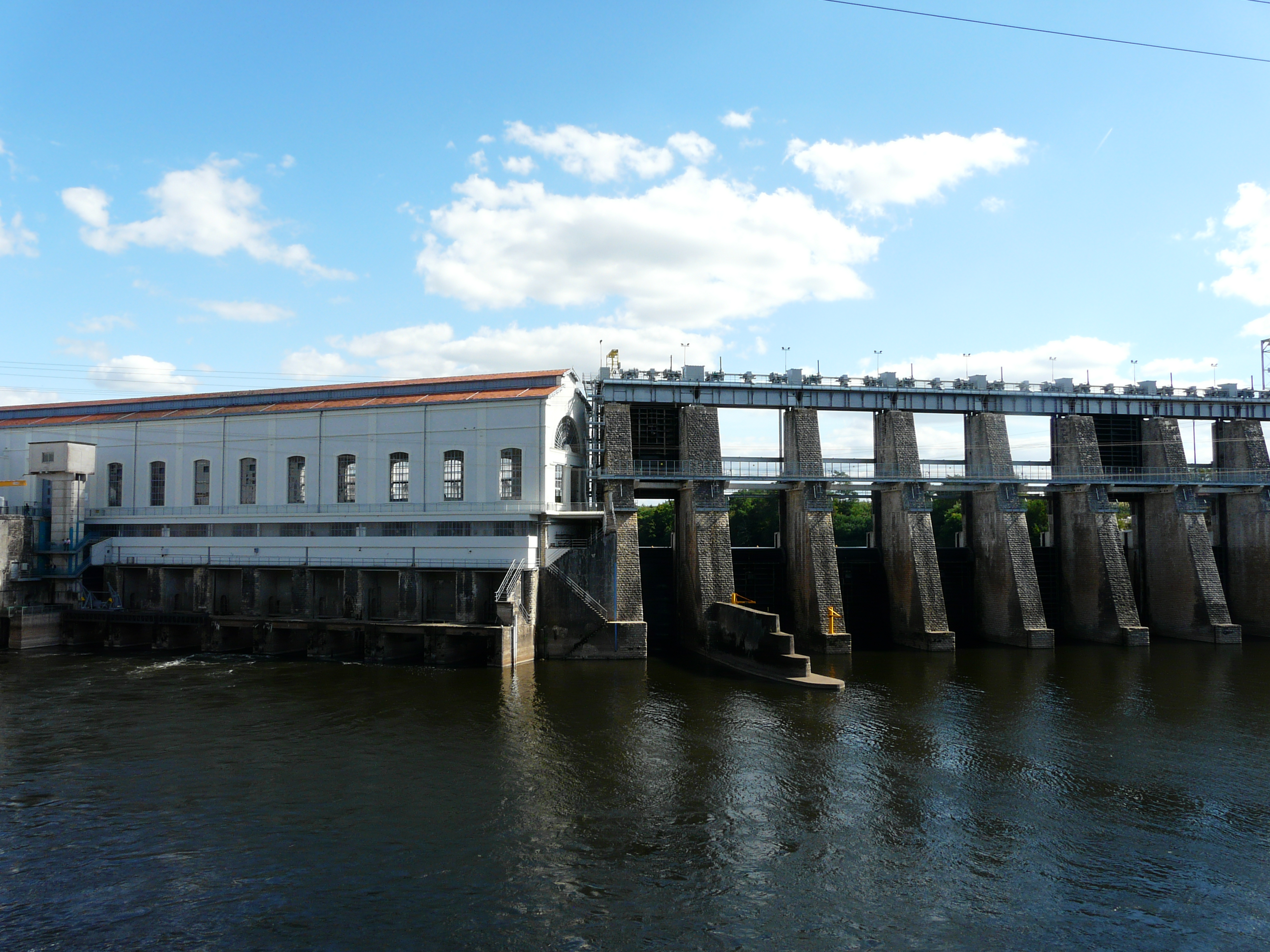
L'usine hydroélectrique et le barrage.
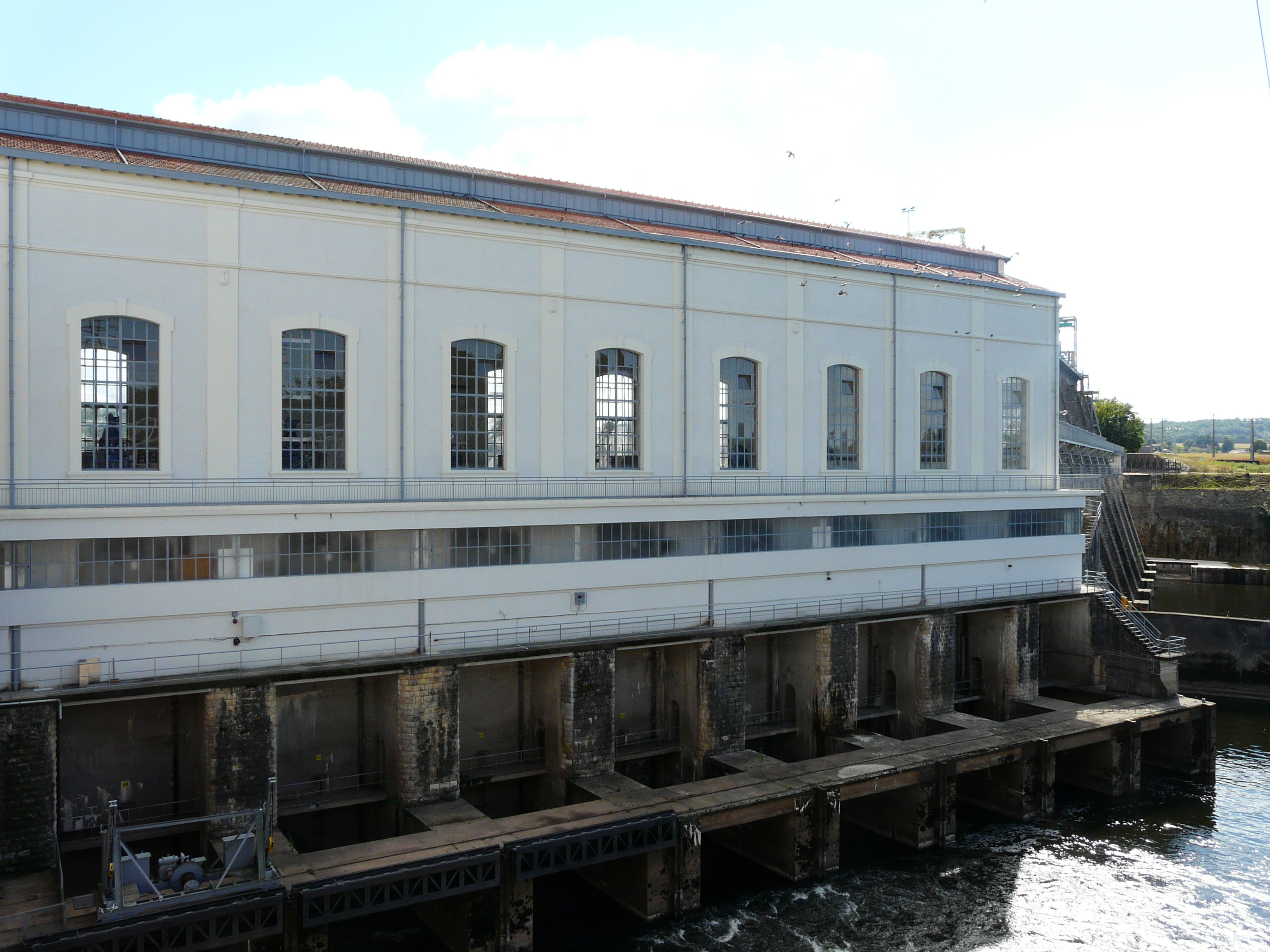
L'usine hydroélectrique.
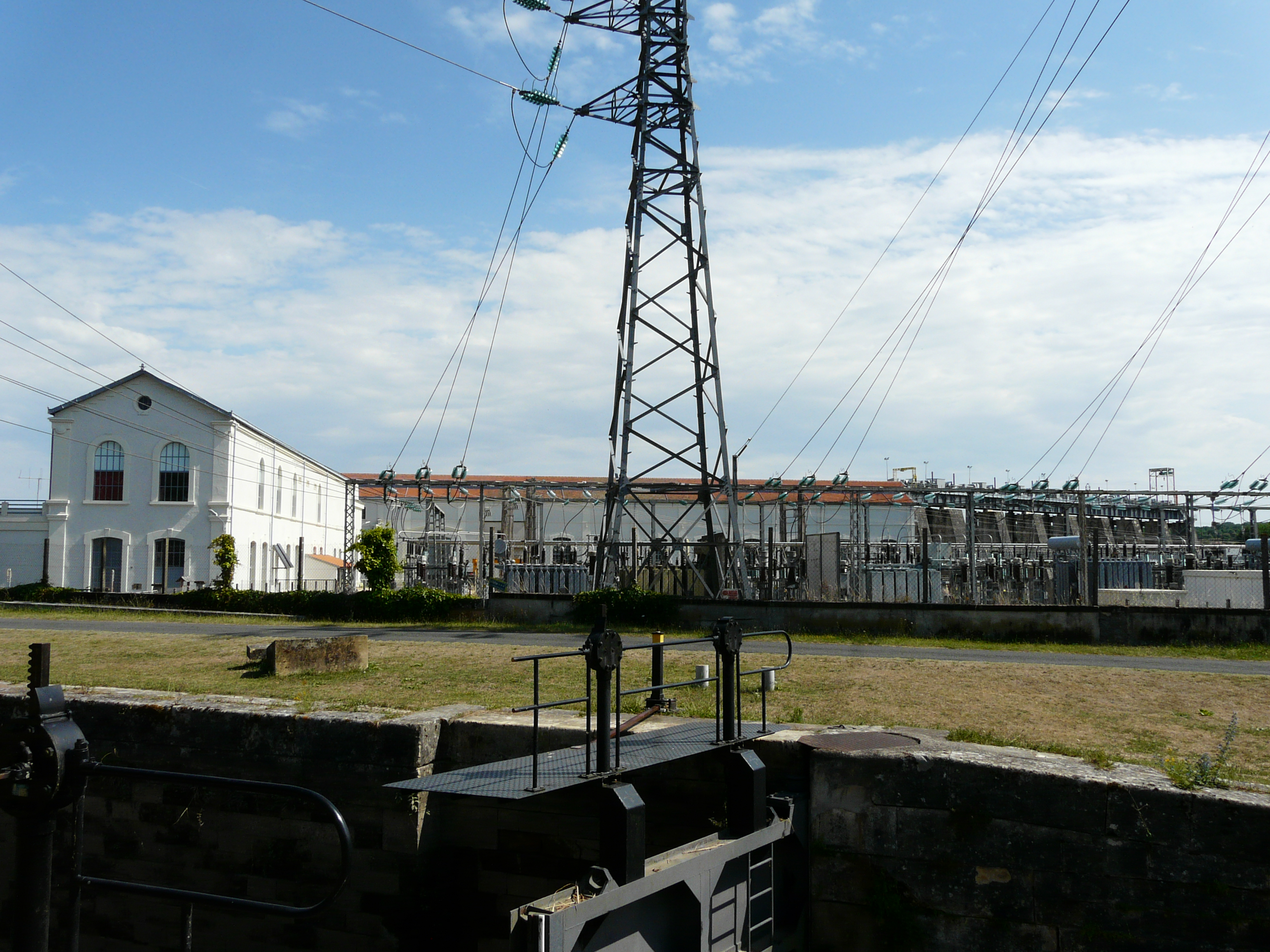
L'usine hydroélectrique.
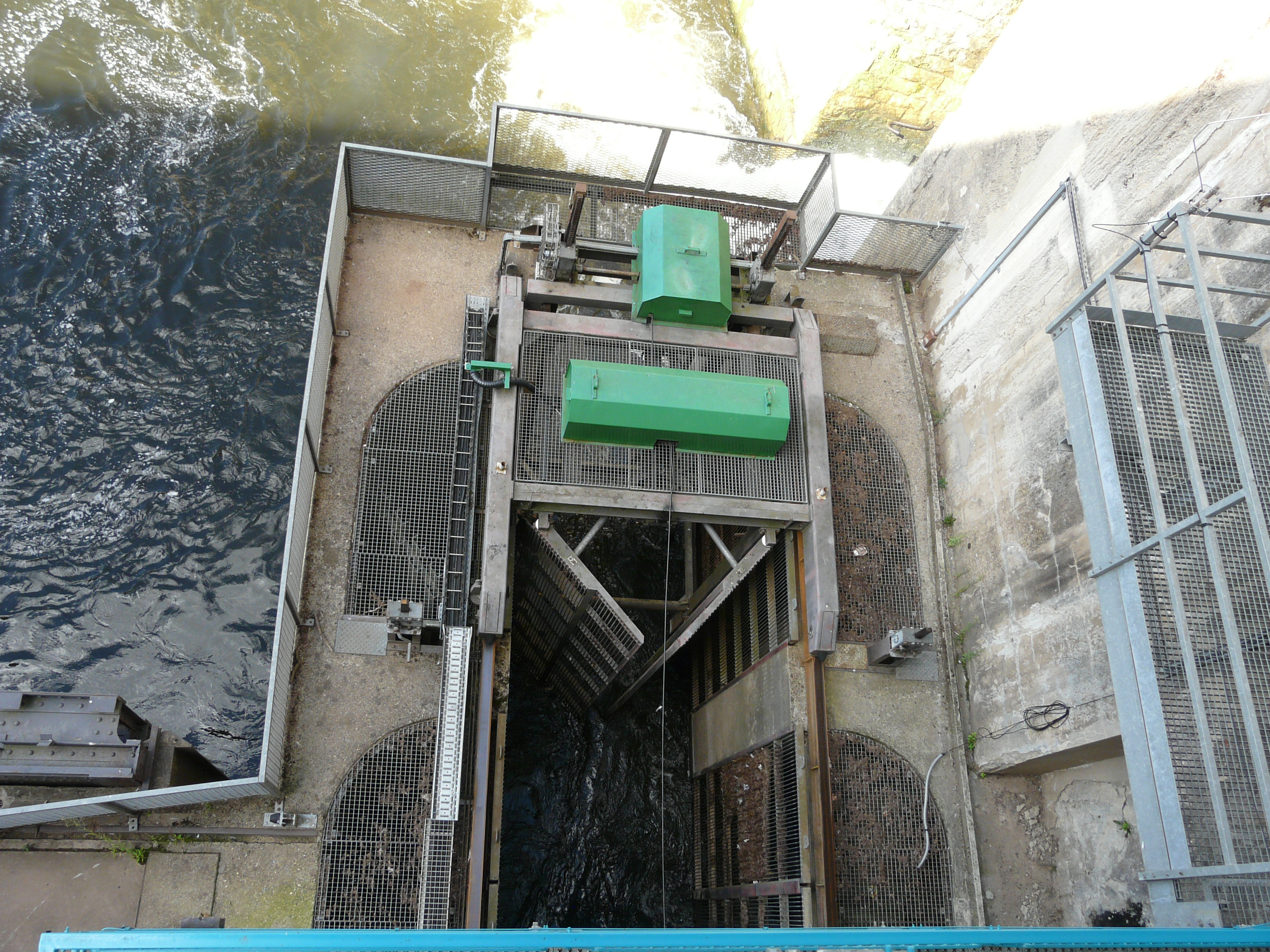
L'ascenseur à poissons vu du dessus.